# Laskár
Laskár este o comună slovacă, aflată în districtul Martin din regiunea Žilina, pe malul râului Turiec⁠(d). Localitatea se află la altitudinea de 463 m deasupra n.m., se întinde pe o suprafață de 3,34 km2 și în 2017 număra 136 de locuitori. Se învecinează cu comuna Socovce.

## Istoric
Localitatea Laskár este atestată documentar din 1277.

## Demografie
| An:                | 1994 | 2004    | 2014    | 2024  |
| ------------------ | ---- | ------- | ------- | ----- |
| Număr de persoane: | 90   | 104     | 125     | 133   |
| Diferență:         |      | +15,55% | +20,19% | +6,4% |

| An:                | 2023 | 2024   |
| ------------------ | ---- | ------ |
| Număr de persoane: | 131  | 133    |
| Diferență:         |      | +1,52% |